# فرهنگ مسیحی
فرهنگ مسیحی (انگلیسی: Christian culture) به‌طور کلی شامل تمام اعمال فرهنگی است که پیرامون دین مسیحیت توسعه یافته‌است. در کاربرد باورهای مسیحی در فرهنگ‌ها و سنت‌های مختلف تفاوت‌هایی وجود دارد.
مسیحیت به سرعت در اروپا، سوریه، بین‌النهرین، آناتولی، مصر، اتیوپی و هند گسترش یافت و تا پایان قرن چهارم نیز به کلیسای رسمی دولتی امپراتوری روم تبدیل شد. بیشتر فرهنگ مسیحی از همگون‌سازی فرهنگی جهان یونانی رومی، امپراتوری بیزانس، فرهنگ غربی، مسیحیت در خاورمیانه، اسلاوی، قفقازی و احتمالاً فرهنگ در هند تأثیر گرفته‌است.